# Max Knoll
Max Knoll (17 tháng 7 năm 1897 - 6 tháng 11 năm 1969) là một kỹ sư điện người Đức.
Knoll sinh ra ở Wiesbaden và học tại Munich và tại Đại học Kỹ thuật Berlin, nơi ông lấy bằng tiến sĩ tại Viện Công nghệ điện áp cao. Năm 1927, ông trở thành lãnh đạo của nhóm nghiên cứu điện tử ở đó, nơi ông và đồng nghiệp của mình, Ernst Ruska, đã phát minh ra kính hiển vi điện tử vào năm 1931.[1] Vào tháng 4 năm 1932, Knoll gia nhập Telefunken ở Berlin để làm công việc phát triển trong lĩnh vực này. của thiết kế truyền hình. Ông cũng là một giảng viên tư nhân ở Berlin.
Sau Thế chiến II, Knoll gia nhập Đại học Munich với tư cách là giáo sư và giám đốc của Viện Điện cơ. Ông chuyển đến Hoa Kỳ vào năm 1948, để làm việc tại Khoa Kỹ thuật Điện tại Đại học Princeton.
Năm 1956, ông trở về Munich và tham gia vào một loạt các thí nghiệm tại Technische Hochschule, liên quan đến việc tạo ra phosphor bằng cách kích thích điện của bộ não của chính ông và các đối tượng khác. Ông nghỉ hưu năm 1966.